# 篠儀直子
篠儀 直子（しのぎ なおこ、1965年 - ）は、日本の翻訳家、映画研究者。

## 人物・来歴
愛知県生まれ。短大非常勤講師を経て、東京大学大学院総合文化研究科博士課程に在籍していた。表象文化論、アメリカ史専攻。
訳書に『フレッド・アステア自伝』、『退屈 息もつかせぬその歴史』、『関東大震災の想像力 災害と復興の視覚文化論』などがある。

## 翻訳
- 『フレッド・アステア自伝』（青土社） 2006
- 『働かない 「怠けもの」と呼ばれた人たち』（トム・ルッツ、小澤英実共訳、青土社） 2006
- 『エドワード・ヤン』（ジョン・アンダーソン、青土社） 2007
- 『選挙のパラドクス なぜあの人が選ばれるのか?』（ウィリアム・パウンドストーン、青土社） 2008
- 『グローバル権力から世界をとりもどすための13人の提言』（ネルミーン・シャイク、青土社） 2009
- 『ネット・バカ インターネットがわたしたちの脳にしていること』（ニコラス・G・カー、青土社） 2010
- 『ヒップ アメリカにおけるかっこよさの系譜学』（ジョン・リーランド、松井領明共訳、P-Vine Books） 2010
- 『寄生虫のはなし わたしたちの近くにいる驚異の生き物たち』（ユージーン・H・カプラン、青土社） 2010
- 『退屈 息もつかせぬその歴史』（ピーター・トゥーヒー、青土社） 2011
- 『BOND on BOND』（ロジャー・ムーア、スペースシャワーネットワーク） 2012
- 『関東大震災の想像力 災害と復興の視覚文化論』（ジェニファー・ワイゼンフェルド、青土社） 2014
- 『オートメーション・バカ 先端技術がわたしたちにしていること』（ニコラス・G・カー、青土社） 2015
- 『ミュージック 「現代音楽」をつくった作曲家たち』（ハンス・ウルリッヒ・オブリスト、内山史子, 西原尚共訳、フィルムアート社） 2015
- 『ファンタスティックMr.FOX ウェス・アンダーソンの世界』（ウェス・アンダーソン、マイケル・スペクター インタビュー、DU BOOKS） 2015
- 『フローレンス・フォスター・ジェンキンス 騒音の歌姫』（ダリル・W・ブロック、キネマ旬報社） 2016
- 『グランド・ブダペスト・ホテル ウェス・アンダーソンの世界』（マット・ゾラー・サイツ、小澤英実共訳、DU BOOKS） 2017
- 『沈黙と美 :遠藤周作・トラウマ・踏絵文化』（マコト フジムラ、晶文社） 2017
- 『酔っぱらいの歴史』（マーク・フォーサイズ、青土社） 2019